# Hipertensiune arterială
Hipertensiunea arterială (HTA), cunoscută de asemenea sub numele de tensiune arterială crescută sau hipertensiune, este o boală cronică caracterizată prin valori crescute ale presiunii arteriale a sângelui. Valoarea ridicată face ca inima să pompeze într-un ritm mai accelerat față de ritmul normal pentru a propulsa sângele în vasele sangvine. Presiunea arterială este de două tipuri: presiunea arterială sistolică (presiunea sângelui în artere în timpul contracției mușchiului cardiac) și presiunea arterială diastolică (presiunea sângelui în perioada de relaxare a mușchiului cardiac). Măsurarea presiunii în vasele de sânge sau în cavitățile inimii se poate realiza fie prin metode directe, foarte rar și numai în anumite cazuri deoarece necesită introducerea în vasele sanguine a unei sonde, fie, cel mai frecvent, printr-o metodă indirectă, măsurând tensiunea pereților arteriali cu ajutorul unui aparat numit tensiometru. În perioada de repaus, presiunea arterială normală se încadrează între 100–140 mmHg în cazul presiunii arteriale sistolice (limita superioară) și 60–90 mmHg în cazul presiunii arteriale diastolice (limita inferioară). Presiunea arterială ridicată se identifică cu valori persistente ale presiunii arteriale egale cu sau mai mari de 140/90 mmHg.
Hipertensiunea arterială este clasificată fie ca hipertensiune arterială primară (esențială) sau hipertensiune arterială secundară. Circa 90–95% din cazuri fac parte din categoria „hipertensiunii arteriale primare”, ceea ce înseamnă presiune arterială crescută fără a avea la bază o cauză medicală evidentă. Alte afecțiuni la nivelul rinichilor, arterelor, inimii sau sistemului endocrin determină restul de 5–10% din cazuri (hipertensiune arterială secundară).
Hipertensiunea arterială este un factor de risc major pentru cazurile de atac de cord (infarct miocardic), insuficiență cardiacă, anevrisme ale arterelor (de exemplu anevrism aortic), boală arterială periferică și este cauza bolilor renale cronice. Chiar și o creștere moderată a valorilor tensiunii arteriale este asociată cu o speranță de viață mai redusă. Modificarea obiceiurilor alimentare și a stilului de viață pot aduce ameliorări, ținând sub control presiunea arterială, și pot reduce riscurile asociate cu complicații ale stării de sănătate. Cu toate acestea, tratamentul medicamentos este deseori necesar pentru persoanele la care schimbarea stilului de viață nu are efectul dorit sau este o condiție insuficientă.

## Clasificări
| Clasificare (JNC7)                        | Tensiune arterială sistolică | Tensiune arterială sistolică | Tensiune arterială diastolică | Tensiune arterială diastolică |
| Clasificare (JNC7)                        | mmHg                         | kPa                          | mmHg                          | kPa                           |
| ----------------------------------------- | ---------------------------- | ---------------------------- | ----------------------------- | ----------------------------- |
| Normală                                   | 90–119                       | 12–15,9                      | 60–79                         | 8,0–10,5                      |
| Pre-hipertensiune arterială               | 120–139                      | 16,0–18,5                    | 80–89                         | 10,7–11,9                     |
| Hipertensiune arterială în stadiul I      | 140–159                      | 18,7–21,2                    | 90–99                         | 12,0–13,2                     |
| Hipertensiune arterială în stadiul II     | ≥160                         | ≥21,3                        | ≥100                          | ≥13,3                         |
| Hipertensiune arterială sistolică izolată | ≥140                         | ≥18,7                        | <90                           | <12,0                         |

### Adulți
În cazul persoanelor cu vârsta peste 18 ani, hipertensiunea arterială este definită ca valoarea tensiunii arteriale sistolice și/sau diastolice, ce depășește în mod constant valoarea acceptată ca fiind normală (în prezent 139 mmHg în cazul tensiunii arteriale sistolice, 89 mmHg în cazul tensiunii arteriale diastolice: vezi tabelul — Clasificare (JNC7)). Când valorile sunt măsurate prin monitorizare timp de 24 ore în condiții ambulatorii sau la domiciliu, limitele de reper sunt mai mici (135 mmHg în cazul celei sistolice sau 85 mmHg în cazul celei diastolice). Recent, în standardele internaționale pentru hipertensiunea arterială, s-au inclus și categorii cu limite sub cele ce indică o stare hipertensivă pentru a indica existența unui risc în cazul tensiunii arteriale mai ridicate încadrate în limitele normale. JNC7 (2003) folosește termenul de pre-hipertensiune pentru tensiunea arterială ce se încadrează între 120–139 mmHg în cazul tensiunii sistolice și/sau 80–89 mmHg în cazul tensiunii diastolice, în timp ce standardele ESH-ESC (2007) și BHS IV (2004) utilizează clasificarea: optimă, normală și înaltă normală, pentru a clasifica tensiunea arterială mai mică de 140 mmHg sistolică și 90 mmHg diastolică. Hipertensiunea arterială este de asemenea clasificată în următoarele categorii: JNC7 o diferențiază în hipertensiune arterială stadiul I, hipertensiune arterială stadiul II și hipertensiune arterială sistolică izolată. Hipertensiunea arterială sistolică izolată se referă la tensiunea arterială sistolică ridicată cu tensiune arterială diastolică normală, care reprezintă forma cel mai frecvent întâlnită la persoanele vârstnice. Standardele ESH-ESC (2007) și BHS IV (2004), definesc un al treilea stadiu (stadiul III) de hipertensiune arterială în cazurile în care tensiunea arterială sistolică depășește valoarea de 179 mmHg sau tensiunea arterială diastolică depășește 109 mmHg.
Hipertensiunea arterială este clasificată ca "rezistentă" atunci când tratamentul medicamentos nu determină revenirea tensiunii arteriale la valorile normale.

### Nou-născuți, copii și adolescenți
Hipertensiunea arterială în cazul nou-născuților este rară și se întâlnește la 0,2 - 3% dintre nou-născuți. La un nou-născut sănătos măsurarea tensiunii arteriale nu face parte din evaluările de rutină. Hipertensiunea arterială este mai des întâlnită la nou-născuții cu riscuri mai mari. Trebuie luați în considerare o serie de factori, ca vârsta gestațională, vârsta după concepție, și greutatea la naștere atunci când se decide dacă tensiunea arterială a nou-născutului este sau nu normală.
Hipertensiunea arterială poate interveni des la copii și adolescenți (2–9% în funcție de vârstă, sex și etnie) și este asociată cu riscuri pe termen lung privind sănătatea.
Se recomandă măsurarea tensiunii arteriale la copiii de peste trei ani la fiecare control medical sau acordarea de îngrijiri medicale de rutină. Înainte de diagnosticarea unui copil ca fiind hipertensiv, tensiunea arterială crescută trebuie confirmată în rânduri repetate în cadrul vizitelor medicale. Tensiunea arterială crește odată cu vârsta în perioada copilăriei iar la copii hipertensiunea este definită printr-o medie a tensiunii sistolice sau diastolice a trei sau mai multe măsurări ca fiind egală cu sau depășind cu 95 de procente nivelul corespunzător pentru sexul, vârsta și înălțimea copilului. La copii, pre-hipertensiunea se definește ca tensiune arterială sistolică sau diastolică care în medie este egală cu sau mai mare de 90 procente, dar fără a depăși 95 de procente.
În cazul adolescenților se propune diagnosticul și clasificarea hipertensiunii arteriale în baza criteriilor folosite pentru adulți.

## Semne și simptome
Hipertensiunea arterială este rareori simptomatică și este, de obicei, depistată în cursul examenelor medicale sau când se solicită îngrijiri medicale pentru o problemă de sănătate neînrudită. Unele persoane cu tensiune arterială crescută se plâng de dureri de cap (în special în zona cefei și în cursul dimineții), precum și de amețeli, vertij, acufene (zgomot sau vâjâit în urechi), tulburări de vedere sau episoade de leșin.
La un examen fizic, hipertensiunea arterială poate fi suspectată atunci când se detectează prezența retinopatiei hipertensive la examinarea fundului de ochi în partea posterioară a ochiului prin oftalmoscopie. În mod tradițional, modificările serioase ale retinopatiei hipertensive se clasifică în gradele I–IV, deși stadiile mai ușoare se pot diferenția cu dificultate. Rezultatele oftalmoscopiei pot indica și durata stării hipertensive a persoanelor.

### Hipertensiune arterială secundară
Anumite semne și simptome adiționale pot sugera hipertensiunea arterială secundară, adică hipertensiune arterială ce are la bază o cauză identificabilă precum insuficiența renală sau o afecțiune endocrină. Obezitatea, de exemplu, în zona pectorală și a abdomenului, intoleranța la glucoză, faciesul pletoric, „ceafă de bizon”, și striațiile purpurii sugerează sindromul Cushing. Afecțiunile tiroidiene și acromegalia pot fi, de asemenea, cauze ale hipertensiunii arteriale, prezentând simptome și semne caracteristice. Zgomotele abdominale pot indica stenoza arterei renale (îngustarea arterei ce irigă rinichii). O tensiune arterială micșorată la nivelul membrelor inferioare sau pulsația arterei femurale întârziate sau absente pot indica coarctație de aortă (îngustarea aortei la mică distanță de inimă). Hipertensiunea arterială cu manifestări intense ca dureri de cap, palpitații, palori și transpirație sugerează posibilitatea feocromocitomului.

### Criza hipertensivă
Tensiunea arterială extrem de ridicată (egală cu sau mai mare de tensiunea sistolică de 180 sau diastolică de 110, definită uneori ca hipertensiune malignă sau accelerată) este denumită uneori „criză hipertensivă.” Tensiunea arterială ce depășește aceste nivele este un indiciu al unor complicații cu risc înalt. Persoanele cu tensiunea arterială ce se încadrează în această categorie pot fi asimptomatici dar sunt mai predispuși migrenelor (22% din cazuri) și amețelilor comparativ cu populația generală. Printre alte simptome ale crizei hipertensive se numără deteriorarea vederii sau dispneea cauzată de insuficiența cardiacă sau o stare generală de indispoziție din cauza insuficienței renale. Majoritatea persoanelor ce suferă crize hipertensive au, de regulă, tensiune arterială crescută, dar mărirea bruscă se datorează altor factori declanșatori.
O „stare hipertensivă de urgență”, anterior denumită „hipertensiune arterială malignă”, intervine atunci când există dovezi că unul sau mai multe organe sunt direct afectate ca rezultat al tensiunii arteriale extrem de ridicate. Printre acestea se numără encefalopatia hipertensivă, cauzată de tumefierea si malfuncția creierului și caracterizată prin dureri de cap și un nivel de cunoștință alterat (confuzie sau moleșeală). Edemul papilar retinian sau hemoragia și exsudatul fundului de ochi sunt alte semne ale afectării directe de organe. Durerile în piept pot indica afectarea mușchiului inimii (ce poate duce la infarct miocardic) sau uneori disecție aortică, separarea straturilor peretelui aortei. Respirația grea, tusea și expectorații cu sânge sunt semne caracteristice ale edemului pulmonar. Aceasta reprezintă umflarea țesutului plămânilor cauzată de insuficiența ventriculului stâng, incapacitatea ventriculului stâng al inimii de a pompa sângele dinspre plămâni înspre sistemul arterial. Poate interveni și deteriorarea rapidă a funcției rinichilor (afecțiune acută a rinichilor) precum și anemia microangiopatică hemolitică (distrugerea celulelor sangvine). În astfel de situații, reducerea rapidă a tensiunii arteriale este necesară pentru a opri continuarea deteriorării organului. În contrast, nu există dovezi că tensiunea arterială trebuie scăzută rapid în cazul stărilor hipertensive de urgență, când nu sunt prezente dovezi de deteriorare directă a organelor. Reducerea prea agresivă a tensiunii arteriale nu este lipsită de riscuri. În starea hipertensivă de urgență este recomandată reducerea treptată a tensiunii arteriale în cursul a 24 până la 48 de ore prin administrarea de medicamente.

### Sarcina
Hipertensiunea arterială apare în aproximativ 8–10% din sarcini. Cele mai multe femei cu hipertensiune arterială în sarcină au hipertensiune arterială primară preexistentă. Tensiunea arterială mare în sarcină poate fi un prim semn de preeclampsie, o stare gravă manifestată în partea a doua a sarcinii și în ultimele săptămâni dinaintea nașterii. Diagnosticul de preeclampsie presupune o tensiune arterială crescută și prezența proteinelor în urină. Preeclampsia apare în 5% din sarcini și este responsabilă de 16% din toate cazurile de deces matern la nivel global. Preeclampsia dublează, de asemenea, riscul de deces al copilului. În mod normal, nu există simptome de preeclampsie și aceasta este detectată la controalele de rutină. La apariția simptomelor de preeclampsie, cele mai frecvente sunt durerile de cap, tulburările de vedere (adesea "fulgere"), vomă, durere epigastrică și edem (umflare). Preeclampsia poate uneori să evolueze într-o stare care pune viața în pericol, denumită eclampsie. Eclampsia este o urgență hipertensivă și are mai multe complicații grave. Aceste complicații includ pierderea vederii, edem cerebral convulsii tonico-clonice sau convulsii, insuficiență renală, edem pulmonar și coagulare intravasculară diseminată (o tulburare de coagulare).

### Sugari și copii
Creșterea necorespunzătoare, convulsiile, iritabilitatea, pierderea energiei și sindromul de detresă respiratorie a sugarului/ dificultățile de respirație pot fi asociate cu hipertensiunea arterială la nou-născuți și la sugari. La copiii mai mari, hipertensiunea poate cauza dureri de cap, iritabilitate inexplicabilă, oboseală, dezvoltare necorespunzătoare, vedere încețoșată, sângerări nazale și pareză facială.

## Complicații

Diagramă care ilustrează complicaţiile tensiunii arteriale ridicate persistente.

Hipertensiunea arterială este cel mai important factor de risc de deces prematur ce poate fi prevenit, la nivel mondial. Aceasta crește riscul de cardiopatie ischemică apoplexie, boli vasculare periferice, și de alte boli cardiace insuficiență cardiacă, anevrism aortic, ateroscleroză difuză și embolie pulmonară. Hipertensiunea arterială este, de asemenea, un factor de risc pentru tulburare cognitivă, demență și insuficiență renală cronică. 
Alte complicații sunt: retinopatia hipertensivă și nefropatia hipertensivă.

## Cauze

### Hipertensiunea arterială primară
Hipertensiunea arterială primară (esențială) este cea mai comună formă de hipertensiune arterială, reprezentând 90–95% din toate cazurile de hipertensiune arterială. În aproape toate societățile contemporane, tensiunea arterială crește odată cu vârsta, iar riscul de a deveni hipertensiv pe parcursul vieții este considerabil. Hipertensiunea arterială apare ca urmare a unei interacțiuni complexe de gene și de factori de mediu. Au fost identificate numeroase gene comune având efecte mici asupra tensiunii arteriale precum și unele gene rare cu efect crescut asupra tensiunii arteriale , dar baza genetică a hipertensiunii arteriale este încă destul de puțin înțeleasă. Mai mulți factori de mediu influențează tensiunea arterială. Factorii de viață care scad tensiunea arterială includ aportul redus de sare, consumul crescut de fructe și de alimente cu conținut scăzut de grăsime (Abordările prin dietă pentru oprirea hipertensiunii (dieta DASH)). Activitatea fizică, pierderea în greutate și consumul redus de băuturi alcoolice vor ajuta, de asemenea, la scăderea tensiunii arteriale. Rolul posibil al altor factori, cum ar fi stresul, consumul de cofeină, și deficitul de vitamină D nu este foarte clar. Rezistența la insulină, care este frecventă în obezitate și este o componentă a sindromului X (sau a sindromului metabolic) este, de asemenea, bănuită că ar contribui la apariția hipertensiunii arteriale. Studii recente au inclus, de asemenea, evenimente din copilărie (de exemplu, greutate mică la naștere, mamă fumătoare și lipsa alăptării la sân) ca factori de risc pentru hipertensiunea arterială primară la adulți. Cu toate acestea, mecanismele care leagă aceste expuneri de hipertensiunea arterială la vârsta adultă rămân necunoscute.

### Hipertensiunea arterială secundară
Cauzele hipertensiunii arteriale secundare nu sunt cunoscute. Insuficiența renală este cea mai comună cauză secundară a hipertensiunii arteriale. Hipertensiunea poate fi provocată, de asemenea, de cauze endocrine, cum ar fi sindromul Cushing, hipertiroidismul, hipotiroidismul, acromegalia, sindromul Conn sau hiperaldosteronismul, hiperparatiroidismul și feocromocitomul. Alte cauze ale hipertensiunii arteriale secundare cuprind obezitatea, apneea de somn, sarcina, coarctația de aortă, consumul excesiv de lemn dulce și de anumite medicamente prescrise, tratamente pe bază de plante și droguri ilegale.

## Fiziopatologie

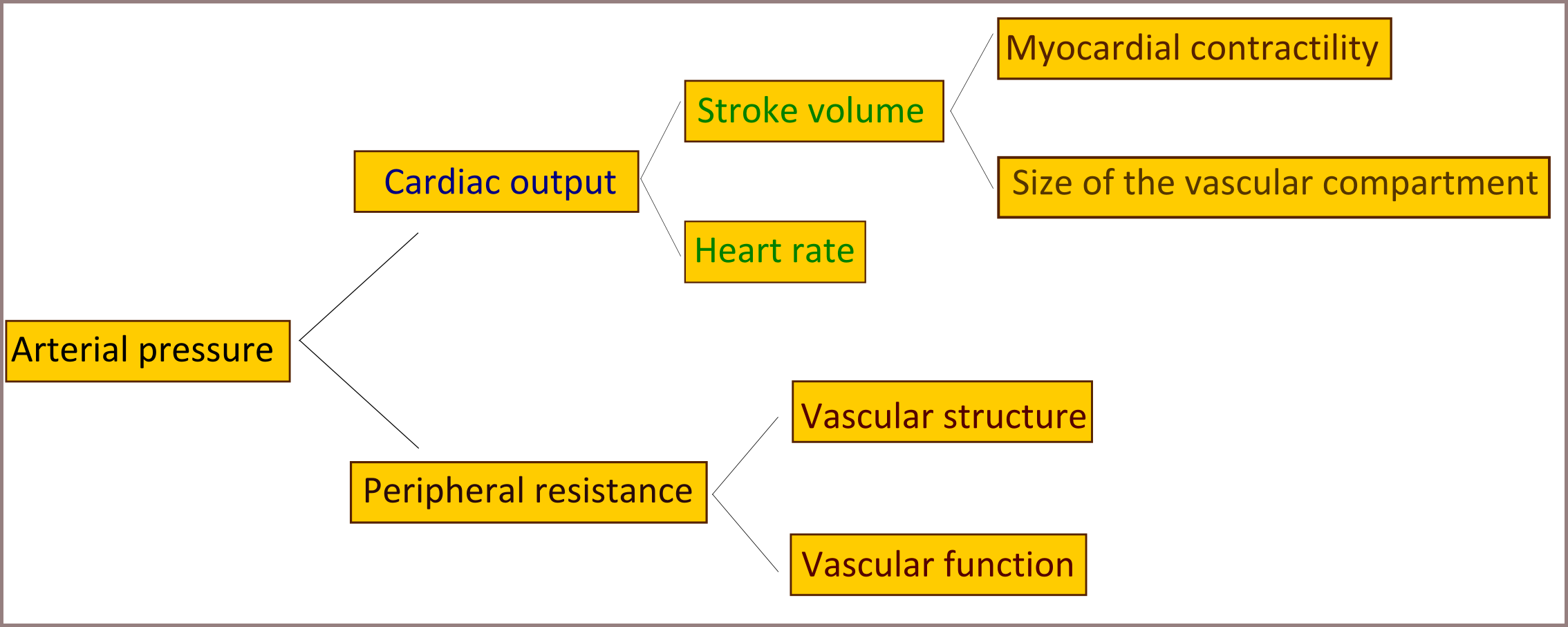
O diagramă ce explică factorii ce afectează tensiunea arterială

La cei mai mulți oameni cu hipertensiune arterială esențială (primară) stabilită, rezistența crescută la fluxul sangvin (rezistența periferică totală) conduce la tensiune arterială crescută, în timp ce volumul sangvin cardiac rămâne normal. Există dovezi că unele persoane mai tinere cu pre-hipertensiune sau cu „hipertensiune arterială de graniță (borderline)” au un debit cardiac crescut și rezistență periferică normală. Această stare se numește hipertensiune arterială hiperkinetică de graniță („borderline”). Acești indivizi dezvoltă caracteristici tipice ale hipertensiunii arteriale esențiale stabile în viața de adult, pe măsură ce debitul cardiac scade, iar rezistența periferică crește cu vârsta. Nu există o părere unanimă dacă acest model este tipic pentru toate persoanele care dezvoltă, în cele din urmă, hipertensiune arterială. Rezistența periferică crescută în hipertensiunea stabilită se poate atribui, în principal, îngustării structurale a arterelor și arteriolelor mici. Reducerea numărului sau a densității capilarelor poate contribui, de asemenea, la rezistența periferică. Hipertensiunea este asociată și cu flexibilitatea scăzută a venelor periferice, care pot crește returul sângelui către inimă, pot crește încărcarea inițială a mușchiului cardiac și pot cauza, în cele din urmă, disfuncția diastolică. Rolul jucat de o constricție activă crescută a vaselor de sânge în hipertensiunea esențială stabilită este neclar.
Tensiunea arterială diferențială (diferența dintre tensiunea sistolică și cea diastolică a sângelui) este frecvent mai mare la persoanele în vârstă cu hipertensiune arterială. Această tensiune poate implica o tensiune sistolică anormal de mare, dar tensiunea diastolică poate fi normală sau scăzută. Această stare este denumită hipertensiune arterială sistolică izolată. Tensiunea arterială diferențială mare la persoanele de vârsta a treia cu hipertensiune arterială sau cu hipertensiune arterială sistolică izolată se explică prin rigiditate arterială, care însoțește de obicei procesul de îmbătrânire și poate fi exacerbată de tensiunea arterială mare.
Mai multe mecanisme au fost propuse drept cauză a creșterii rezistenței observate în cadrul sistemului arterial în cazul hipertensiunii. Cele mai multe dovezi implică una sau ambele aceste cauze : 
- Disfuncționalități în gestionarea apei și sărurilor renale, mai ales anomalii în sistemul renină-angiotensină intrarenal[44]
- Anomaliile sistemului nervos simpatic[45]

Aceste mecanisme nu se exclud reciproc și se pare că ambele contribuie într-o anumită măsură, în cele mai multe cazuri de hipertensiune arterială esențială. S-a sugerat, de asemenea, că disfuncția endotelială (alterarea patului vascular ) și inflamația vasculară pot contribui, de asemenea, la rezistența periferică crescută și la deteriorarea vasculară din cadrul hipertensiunii arteriale.

## Diagnostic
| Sistem                                                  | Analize                                                                                                   |
| ------------------------------------------------------- | --- |
| Renal                                                   | Analiza microscopică a urinei, proteinurie, analize serologice BUN (azot ureic sanguin) și/sau creatinină |
| Endocrin                                                | Sodiu, potasiu, calciu seric, TSH (hormonul de stimulare tiroidiană).                                     |
| Metabolic                                               | Test de glicemie, colesterol total, HDL și LDL, trigliceride                                              |
| Altele                                                  | Hematocrit, electrocardiogramă și radiografie toracică                                                    |
| Surse: Harrison – Principiile medicinei interne, altele | |

Diagnosticul de hipertensiune arterială se stabilește în cazul în care pacientul prezintă în mod persistent valori ridicate ale tensiunii arteriale. În mod tradițional, pentru stabilirea diagnosticului sunt necesare trei măsurători ale tensiunii folosind metoda sfigmomanometrică, la intervale de o lună. Evaluarea inițială a pacienților hipertensivi include analiza istoricului medical complet și examinarea fizică. Datorită disponibilității permanente a aparatelor de monitorizare ambulatorie a tensiunii arteriale și a tensiometrelor cu utilizare la domiciliu, importanța evitării stabilirii diagnosticului eronat în cazul pacienților care prezintă așa-numita hipertensiune de halat alb a dus la modificarea protocoalelor. În Marea Britanie, cea mai bună practică la ora actuală este de a realiza măsurători ambulatorii în urma detectării unei singure valori ridicate înregistrată într-un cadru clinic. De asemenea, monitorizarea ulterioară a tensiunii arteriale se poate realiza la domiciliu în decursul a șapte zile, aceasta nefiind însă metoda ideală.
În urma stabilirii diagnosticului de hipertensiune arterială, medicii încearcă să identifice cauzele declanșatoare pe baza factorilor de risc și a altor simptome, dacă există. Incidența hipertensiunii secundare este mai ridicată în cazul preadolescenților, cauza fiind în majoritatea cazurilor o afecțiune renală. Hipertensiunea arterială primară (esențială) este mai des întâlnită în cazul adolescenților și prezintă mai mulți factori de risc, inclusiv obezitatea și existența unor antecedente familiale de hipertensiune arterială. Pot fi efectuate, de asemenea, analize de laborator pentru a identifica posibilele cauze ale hipertensiunii arteriale secundare și a stabili dacă aceasta a determinat afecțiuni oculare, renale sau ale inimii. Se efectuează analize suplimentare pentru depistarea diabetului zaharat și a unor valori ridicate ale colesterolului, aceștia reprezentând factori de risc în dezvoltarea afecțiunilor inimii care pot necesita tratament.
Creatinina serică se măsoară cu scopul de a detecta eventuale afecțiuni renale, care pot reprezenta fie cauza, fie rezultatul hipertensiunii arteriale. Creatinina serică măsurată în mod individual poate determina supraestimarea ratei de filtrare glomerulară. Indicațiile recente susțin utilizarea ecuațiilor previzionale cum este formula de modificare a regimului alimentar în bolile de rinichi (MDRD) pentru estimarea ratei de filtrare glomerulară (eGFR). eGFR poate furniza, de asemenea, o măsurătoare de referință a funcției renale care poate fi utilizată în vederea monitorizării efectelor adverse ale anumitor medicamente antihipertensive asupra funcției renale. Analizele de urină realizate cu scopul de a identifica prezența proteinelor reprezintă un alt indicator secundar al afecțiunilor renale. Electrocardiograma (EKG/ECG) se realizează pentru a identifica eventualele anomalii ale inimii ca urmare a hipertensiunii arteriale. De asemenea, testul poate releva îngroșarea miocardului (hipertrofie ventriculară stângă) sau producerea unor anomalii cardiace minore anterioare, ca de exemplu un infarct silențios. Se poate realiza, de asemenea, o radiografie toracică sau o ecocardiogramă cu scopul de a detecta eventualele semne de dilatație cardiacă sau afecțiuni ale inimii.

## Prevenire
Există un număr semnificativ de persoane hipertensive care nu știu că suferă de această boală. Sunt necesare măsuri adresate întregii populații pentru a reduce consecințele hipertensiunii arteriale și a minimiza necesarul de tratamente medicamentoase antihipertensive. Înainte de începerea unui tratament medicamentos, se recomandă modificarea stilului de viață cu scopul de a scădea tensiunea arterială. În anul 2004, Societatea Britanică de Hipertensiune a propus următoarele modificări ale stilului de viață, în conformitate cu indicațiile specificate în anul 2002 în cadrul Programului Național American de Educație asupra Hipertensiunii pentru prevenirea primară a hipertensiunii:
- Menținerea unei greutăți corporale normale (de ex. un indice de masă corporală de 20–25 kg/m2).
- Reducerea consumului de sodiu din alimentație la <100 mmol/zi (<6 g de sare de bucătărie sau <2,4 g de sodiu pe zi).
- Practicarea cu regularitate a unei activități aerobice cum este mersul alert (≥30 min pe zi, în majoritatea zilelor săptămânii).
- Limitarea consumului de alcool la cel mult 3 porții pe zi în cazul bărbaților și cel mult 2 porții pe zi în cazul femeilor.
- Adoptarea unui regim alimentar bogat în fructe și legume (cel puțin cinci porții pe zi).

Modificarea eficientă a stilului de viață poate scădea tensiunea arterială în aceeași măsură cu un medicament antihipertensiv. Combinarea mai multor modificări ale stilului de viață pot duce la rezultate chiar mai bune.

## Menținerea sub control a hipertensiunii arteriale

### Modificări ale stilului de viață
Primul tip de tratament indicat persoanelor hipertensive implică modificarea stilului de viață, recomandat în mod preventiv, care include modificarea regimului alimentar, practicarea de exerciții fizice și scăderea în greutate. S-a demonstrat că toate aceste modificări contribuie în mod semnificativ la reducerea tensiunii arteriale în cazul persoanelor hipertensive. Chiar și în cazul în care nivelul hipertensiunii arteriale este suficient de ridicat pentru a justifica administrarea imediată de medicamente, se recomandă ca tratamentul să fie însoțit de modificări ale stilului de viață. 
Unele persoane susțin că diverse programe menite să reducă stresul psihologic, de exemplu biofeedback-ul, relaxarea sau meditația contribuie la scăderea tensiunii arteriale. Totuși, eficacitatea unor astfel de metode nu a fost demonstrată prin studii științifice, calitatea acestora fiind în general scăzută.
Reducerea consumului de sodiu din alimentație este benefică. Adoptarea unui regim alimentar de lungă durată (peste 4 săptămâni) bazat pe un consum redus de sodiu în cazul persoanelor de rasă caucaziană este eficientă în reducerea tensiunii arteriale, atât în cazul hipertensivilor cât și al persoanelor cu tensiune arterială normală. De asemenea, dieta DASH, un regim alimentar bogat în fructe oleaginoase (nuci, alune, migdale, fistic etc.), cereale integrale, pește, carne de pasăre, fructe și legume și promovat de către Institutul american pentru sănătatea inimii, a plămânilor și a sângelui, contribuie la scăderea tensiunii arteriale. O caracteristică importantă a acestui plan de alimentație constă în limitarea consumului de sodiu, dieta bazându-se pe alimente bogate în potasiu, magneziu, calciu și proteine.

### Medicamente
Anumite clase de medicamente, denumite în mod colectiv medicamente antihipertensive sunt disponibile pentru tratamentul hipertensiunii arteriale. Riscul cardiovascular al pacientului (inclusiv riscul de infarct miocardic sau de apoplexie) și măsurătorile tensiunii arteriale sunt avute în vedere pentru a prescrie astfel de medicamente. Dacă este inițiat tratamentul medicamentos, Al Șaptelea Comitet Național asupra Hipertensiunii de la Institutul Național pentru Inimă, Plămâni și Sânge (JNC-7) recomandă ca medicul să monitorizeze răspunsul la tratament și să evalueze orice reacții adverse produse de medicație. Reducerea tensiunii arteriale cu 5 mmHg poate scădea riscul de apoplexie cu 34% și riscul de ischemie cardiacă cu 21%. Reducerea tensiunii arteriale poate de asemenea reduce riscul de a face demență, stop cardiac și de a muri din cauza bolilor de inimă. Scopul tratamentului trebuie să fie cel de a reduce valorile tensiunii arteriale la mai puțin de 140/90 mmHg pentru cei mai mulți dintre pacienți, și chiar la valori mai mici pentru cei cu diabet zaharat și boli renale. Unii profesioniști medicali recomandă niveluri sub 120/80 mmHg. Dacă nu se poate realiza acest obiectiv de scădere a tensiunii arteriale, este necesar un tratament suplimentar.
Recomandările pentru alegerea medicației și pentru a alege cel mai bun tratament pentru diverse grupuri s-au schimbat de-a lungul vremii și diferă la nivel de țară. Experții nu au căzut de acord asupra celui mai bun medicament. Colaborarea Cochrane, Organizația Mondială a Sănătății și recomandările din SUA susțin doze scăzute de diuretice bazate pe tiazidă drept tratament inițial preferat. Recomandările britanice pun accentul pe blocantele canalelor de calciu (CCB) pentru cei cu vârsta de peste 55 de ani sau cei de origine africană sau caraibiană. Aceste recomandări susțin administrarea inhibitorilor enzimei de conversie a angiotensinei (ACEI) drept tratament inițial preferat pentru persoanele mai tinere. În Japonia, se consideră rezonabilă începerea tratamentului cu medicamente din una din următoarele șase clase: CCB, ACEI/ARB, diuretice bazate pe tiazidă, beta-blocante și alfa-blocante. În Canada sunt recomandate pentru tratamentul inițial toate aceste medicamente, cu excepția alfablocantelor.

#### Combinații de medicamente
Multe persoane au nevoie de mai mult de un singur medicament pentru controlul hipertensiunii arteriale. Recomandările JNC7 și ESH-ESC susțin începerea unui tratament cu două medicamente atunci când tensiunea arterială este mărită cu mai mult de 20 mmHg (cea sistolică) sau cu mai mult de 10 mmHg (cea diastolică). 
Combinațiile preferate sunt de inhibitori ai sistemului renină-angiotensină și blocante ale canalelor de calciu sau inhibitori ai sistemului renină-angiotensină și diuretice. Combinațiile acceptabile includ următoarele:
- Blocante ale canalelor de calciu și diuretice
- Betablocante și diuretice
- Blocante ale canalelor de calciu bazate pe dihidropiridină și betablocante
- Blocante ale canalelor de calciu bazate pe dihidropiridină cu verapamil sau diltiazem

Combinații inacceptabile sunt următoarele:
- Blocante ale canalelor de calciu care nu sunt bazate pe dihidropiridină (cum ar fi verapamil sau diltiazem) și betablocante
- Blocarea duală a sistemului renină–angiotensină (de exemplu, inhibitor de enzimă de convertire a angiotensinei + blocant de receptori de angiotensină)
- Blocante de renină–angiotensină și betablocante
- Betablocante și medicamente antiadrenergice.[74]

Trebuie evitate în general combinațiile de inhibitori ACE sau antagonist de receptori II ai angiotensinei, un diuretic, un NSAID (inclusiv inhibitori selectivi de receptori COX-2 și medicamente fără rețetă cum ar fi ibuprofenul), datorită unui risc înalt de blocaj renal acut. Combinația este cunoscută în jargonul din literatura medicală australiană drept „triple whammy”. Există comprimate care conțin combinații fixe de două clase de medicamente. Deși ele sunt comode, ele trebuie limitate la cei care se bazează pe componentele lor, luate în mod individual.

### Vârstnici
Tratamentul hipertensiunii arteriale moderate sau severe scade ratele de deces și de efecte cardiovasculare corelate la persoanele cu vârsta peste 60 de ani. La persoanele cu vârsta peste 80 de ani, tratamentul nu pare să reducă în mod semnificativ ratele totale de deces, dar scade riscul bolilor cardiace. Obiectivul recomandat pentru tensiunea arterială este de mai puțin de 140/90 mm Hg, diureticele pe bază de tiazidă fiind medicamentul preferat în SUA. În recomandările britanice revizuite, blocantele canalelor de calciu reprezintă tratamentul preferat cu obiective ale măsurătorilor clinice sub 150/90 mmHg, sau mai puțin de 145/85 mmHg la măsurătorile ambulatorii sau făcute la domiciliu.

### Hipertensiunea arterială rezistentă
Hipertensiunea arterială rezistentă este hipertensiunea arterială care se menține la valori superioare obiectivului stabilit de tensiune arterială în pofida utilizării concomitente a trei medicamente antihipertensive din clase diferite. Recomandările pentru tratamentul hipertensiunii arteriale rezistente au fost publicate în Marea Britanie și în SUA.

## Probabilitate
În anul 2000, aproximativ un miliard de oameni sau aproximativ 26% din populația adultă a lumii avea hipertensiune arterială. Aceasta era frecventă atât în țările dezvoltate (333 milioane), cât și nedezvoltate (639 milioane). Totuși, frecvențele variază semnificativ între diferite regiuni, cu rate începând de la 3,4% (la bărbați) și 6,8% (la femei) în India rurală și sfârșind la 68,9% (la bărbați) și la 72,5% (la femei) în Polonia.
În 1995 s-a estimat că 43 de milioane de persoane din SUA aveau hipertensiune arterială sau luau medicație antihipertensivă. Acest număr reprezenta aproape 24% din populația adultă a SUA. Ratele de a face hipertensiune în SUA erau în creștere și au ajuns la 29% în 2004. În 2006 hipertensiunea arterială afecta 76 de milioane de adulți din SUA (34% din populație) iar americanii de origine africană aveau cele mai înalte rate de hipertensiune arterială din lume, și anume 44%. Ea este mai obișnuită la indienii americani și mai puțin obișnuită la albi și la americanii de origine mexicană. Ratele cresc odată cu vârsta și sunt mai mari în sud-estul SUA. Hipertensiunea arterială este mai obișnuită la bărbați decât la femei (deși menopauza face această diferența să scadă) și la cei din clasele sociale inferioare.

### La copii
Procentajul de copii cu hipertensiune arterială este în creștere. La cea mai mare parte din copiii bolnavi de hipertensiune arterială, în special printre preadolescenți, este vorba de un efect secundar al unei alte boli. Neținând cont de obezitate, bolile de rinichi sunt cea mai comună cauză de hipertensiune arterială la copii (60–70% din cazuri). Adolescenții au de obicei hipertensiune arterială primară sau esențială, care reprezintă 85–95% din cazuri.

## Istoric

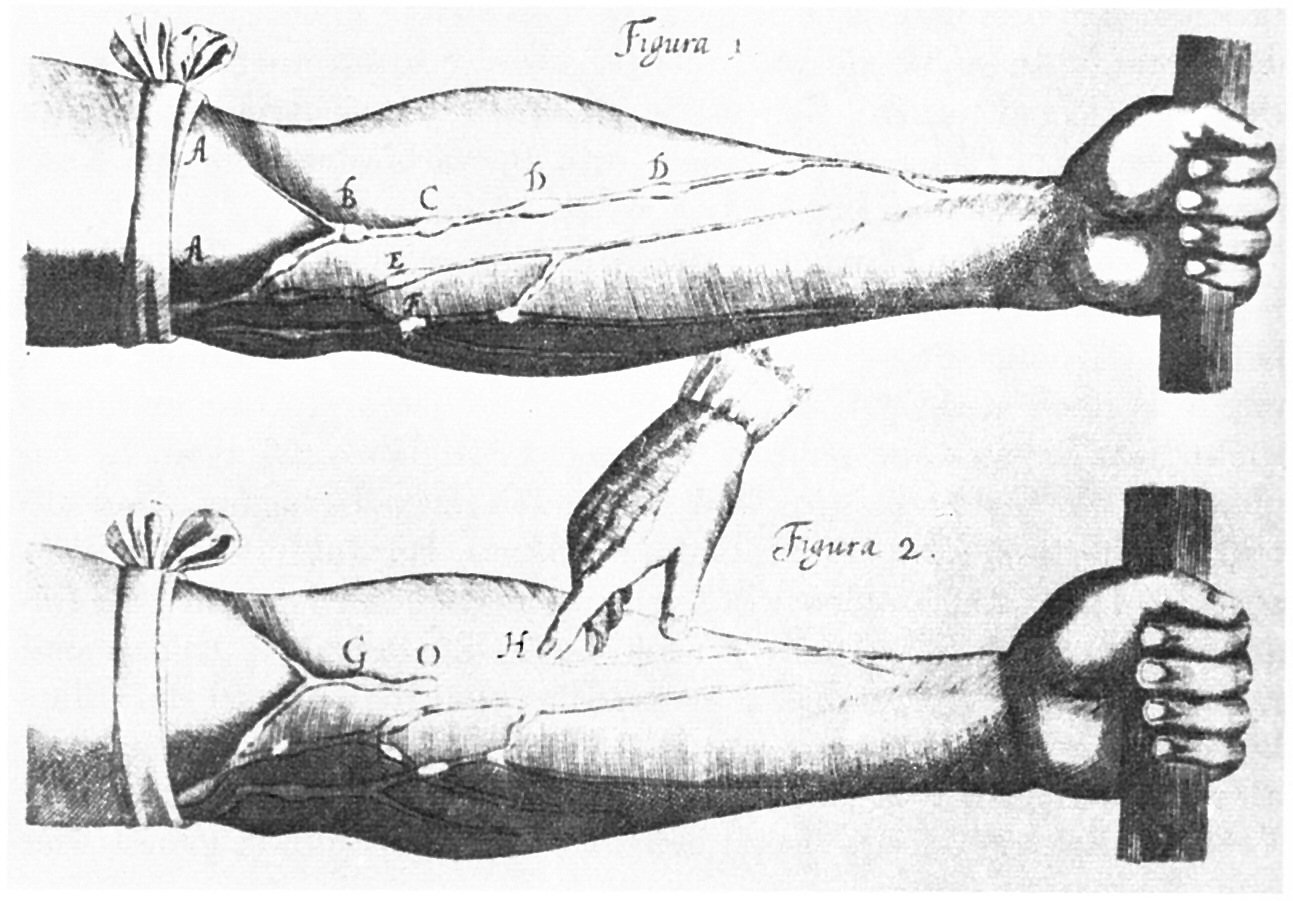
Imaginea venelor din opera lui Harvey Exercitatio anatomica de motu cordis et sanguinis in animalibus (“Un exerciţiu anatomic privind mişcarea inimii şi a sângelui în fiinţele umane”)

Înțelegerea modernă a sistemului cardiovascular a început odată cu activitatea medicului William Harvey (1578–1657). Harvey a descris circulația sângelui în cartea sa De otu ordis ("Privind mișcarea inimii și a sângelui "). Clericul englez Stephen Hales a efectuat prima măsurare în public a tensiunii arteriale în 1733. Hipertensiunea a fost descrisă ca fiind o afecțiune, printre alții, de Thomas Young în 1808 și Richard Bright în 1836. Primul caz de tensiune arterială mărită, la o persoană ce nu avea probleme cu rinichii, a fost raportat de Frederick Akbar Mahomed (1849–1884). Cu toate acestea, hipertensiunea ca entitate clinică a fost introdusă 1896, odată cu inventarea sfigmomanometrului cu manșetă, de către Scipione Riva-Rocci în 1896. Această invenție a permis ca tensiunea arterială să fie măsurată la clinică. În 1905, Nikolai Korotkoff a îmbunătățit această tehnică, descriind sunetele Korotkoff, care se auzeau atunci când se ausculta artera cu un stetoscop, în timp ce manșeta sfigmomanometrului era dezumflată.
Din punct de vedere istoric, tratamentul pentru ceea ce se numea „boala pulsului greu”, consta în reducerea cantității de sânge prin sângerare sau aplicarea de lipitori. Împăratul Galben al Chinei, Cornelius Celsus, Galen, și Hipocrat susțineau emisia de sânge. În secolele 19 și 20, înainte de apariția tratamentelor farmaceutice eficiente pentru hipertensiunea arterială, se foloseau trei modalități de tratament, toate având numeroase efecte secundare. Printre aceste modalități se numărau restricția strictă de sodiu (de exemplu, dieta pe bază de orez), simpatectomia (îndepărtarea chirurgicală a unor părți din sistemul nervos simpatic), și terapia cu substanțe pirogene (injectarea unor substanțe ce cauzau febră, scăzând în mod indirect tensiunea arterială). Primul preparat chimic pentru hipertensiune, tiocianatul de sodiu, a fost folosit în 1900, însă avea multe efecte secundare și nu s-a bucurat de popularitate. După Războiul Mondial II, au fost dezvoltați alți agenți. Cele mai populare și eficiente erau clorura de tetrametilamoniu și derivatele sale hexametoniu, hidralazina, și reserpina (derivate din planta medicinală Rauwolfia serpentina). O realizare majoră a avut loc atunci când s-au descoperit primii agenți orali bine tolerați. Primul a fost clorotiazida, primul diuretic tiazidic, obținut din antibioticul sulfanilamida, care a devenit disponibil în 1958. Acesta a crescut nivelul de eliminare a sării, prevenind în același timp acumularea de lichide. O cercetare controlată realizată prin sondare, sponsorizată de Veterans Administration a comparat hidroclorotiazida plus reserpina plus hidralazina versus placebo. Respectivul studiu a fost oprit repede, deoarece persoanele din grupul celor cu tensiune arterială ridicată, care nu primeau tratament, au suferit mult mai multe complicații decât pacienții tratați și s-a considerat imorală neadministrarea tratamentului. Studiul a continuat prin includerea unor persoane cu tensiune arterială mai scăzută și s-a dovedit că tratamentul, chiar și în cazul persoanelor cu hipertensiune arterială moderată, reduce cu mai mult de jumătate riscul unui deces din cauze cardiovasculare. În 1975, Premiul Lasker Special pentru Sănătate a fost acordat echipei care a creat clorotiazida. Rezultatele acestor studii au dus la apariția unor campanii de ocrotire a sănătății, cu scopul de a crește gradul de conștientizare publică a hipertensiunii arteriale și au promovat măsurarea și tratarea tensiunii arteriale ridicate. Se pare că aceste măsuri au contribuit, măcar parțial, la scăderea cu 50% a cazurilor de infarct și afecțiuni cardiace ischemice între 1972 și 1994.

## Societate și cultură

### Conștientizare

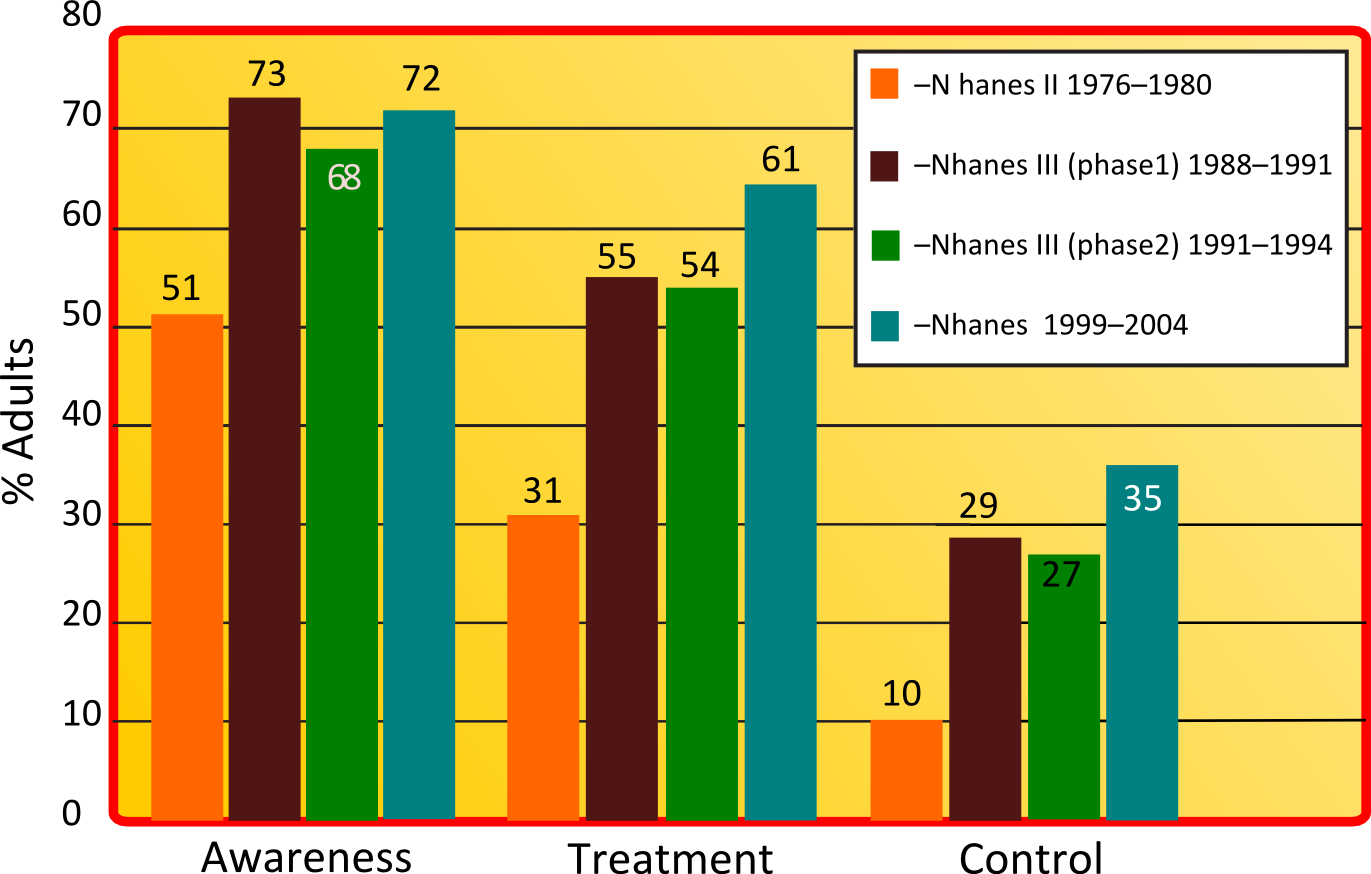
Grafic ce indică extinderea conștientizării, tratamentului și controlului hipertensiunii, comparând cele patru studii ale NHANES

Organizația Mondială a Sănătății a identificat hipertensiunea arterială, sau tensiunea arterială crescută, ca fiind prima cauză a mortalității cardiovasculare. Liga Mondială de Hipertensiune (WHL), o organizație tip umbrelă, formată din 85 de societăți și ligi naționale de hipertensiune arterială, a recunoscut că peste 50% din persoanele cu hipertensiune arterială, la nivel mondial, nu sunt conștiente de starea lor de sănătate. Pentru a încerca să rezolve această problemă, WHL a inițiat în 2005 o campanie mondială de conștientizare privind hipertensiunea și a declarat data de 17 mai din fiecare an ca fiind Ziua Mondială a Hipertensiunii (WHD). În ultimii trei ani, din ce în ce mai multe societăți s-au implicat în WHD și au fost inovatoare în ceea ce privește activitățile lor de a transmite mesajul publicului. În 2007, a avut loc o participare record a 47 de țări member a WHL. În săptămâna WHD, au colaborat cu guverne locale, societăți profesionale, organizații neguvernamentale și industrii private, pentru a promova conștientizarea hipertensiunii arteriale, prin intermediul media și al unor marșuri publice. Prin intermediul mass media, de exemplu Internetul și televiziunea, mesajul a ajuns la peste 250 milioane de oameni. Având în vedere că această acțiune devine din ce în ce mai populară în fiecare an, WHL este încrezătoare că pot fi atinse aproape toate din cele 1,5 miliarde de persoane afectate de hipertensiune.

### Aspecte economice
Tensiunea arterială crescută este cea mai des întâlnită problemă medicală cronică, ce necesită vizite la medic, din Statele Unite. American Heart Association a estimat costurile directe și indirecte ale tensiunii arteriale crescute la $76,6 miliarde în 2010. În Statele Unite, 80% dintre persoanele cu hipertensiune arterială sunt conștiente de starea lor de sănătate și 71% iau medicamente contra hipertensiunii arteriale. Cu toate acestea, numai 48% dintre persoanele conștiente că au hipertensiune arterială controlează în mod adecvat această afecțiune. Discordanțele în diagnosticarea, tratamentul sau controlul tensiunii arteriale crescute pot compromite ținerea sub control a hipertensiunii arteriale. Furnizorii de servicii de sănătate întâmpină numeroase obstacole în controlarea tensiunii arteriale, inclusiv refuzul de a lua mai multe medicamente pentru a atinge valoarea dorită a tensiunii arteriale. De asemenea, oamenii sunt obligați să respecte anumite programe de medicamentație și să-și modifice stilul de viață. Cu toate acestea, este posibilă atingerea țelurilor privind tensiunea arterială. Scăderea tensiunii reduce în mod semnificativ costurile implicate de serviciile medicale avansate.